# Hégire
Cet article concerne la migration à Médine. Pour le calendrier musulman, voir Année de l'Hégire.

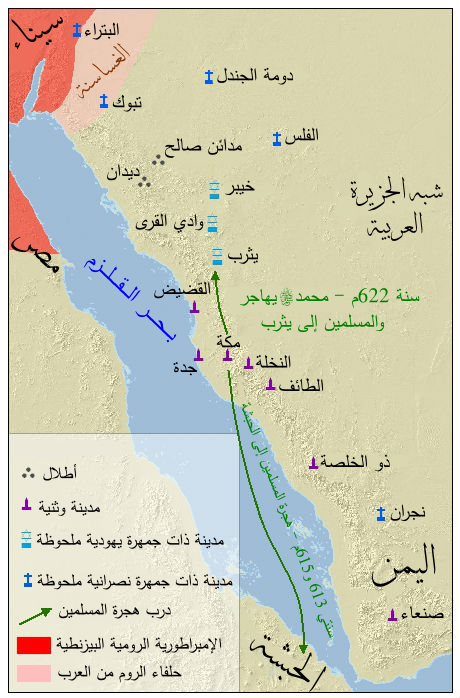
Abu Ubaidah ibn al-Jarrah, Habasha Hijra, Hijra, Histoire de Muhammad, Khalid bin al-Aas, Carte d'Arabie au 7e siècle.

L'hégire (en arabe : هِجْرَة, hijra, « émigration », « exil », « rupture », « séparation ») désigne traditionnellement le départ de Mahomet et de plusieurs de ses compagnons de La Mecque vers l'oasis de Yathrib, ancien nom de Médine, en 622.
Cet événement est considéré par les récits traditionnels comme une rupture fondamentale avec la société telle qu'elle était connue des Arabes jusqu'alors. Mahomet vient en effet de rompre un modèle sociétal établi sur les liens du sang (organisation clanique), en faveur d'un modèle de communauté de destin fondée sur la croyance. Dans ce nouveau modèle, où tout le monde est censé être « frère », il n'est plus permis d'abandonner le démuni ou le faible comme c'était le cas auparavant. Les clans puissants de La Mecque vont tout faire pour éliminer cette nouvelle forme de société qui diminue leur influence car l'égalité entre les croyants est proclamée lors de la rédaction de la constitution de Médine, qu'ils soient libres ou esclaves, arabes ou non arabes.
Ce récit est une construction religieuse qui n'émerge qu'a posteriori. L'émigration évoquée par les premiers temps de l'islam est avant tout celle des combattants qui vont dans les villes de garnison et plusieurs auteurs soulignent que le concept d'hijra ne sert à désigner l'exode de Mahomet que tardivement. Celui-ci, à l'historicité discutée, ne devient un événement fondateur pour la communauté musulmane naissante que sous les califes omeyades et abbassides.
Pour marquer l'importance de cet événement, le premier jour de l'année lunaire de l'hégire, correspondant au 16 juillet 622, a été décrété comme premier jour du calendrier hégirien. Ce choix ne date pas des premiers temps de l'islam et est absent des premières datations musulmanes.

## Origine des termes

### Hijra
Le substantif féminin « hégire » /e.ʒiʁ/ a été emprunté, par l'intermédiaire de l'italien hegira, à l'arabe hiğra, Souvent traduit par « fuite », hiğra dérive de la racine h-ǧ-r qui dénote une interruption de relations amicales ou une émigration. Le verbe hajara, utilisé vingt fois dans le Coran, désigne le fait de « se séparer des siens, quitter son propre pays pour résider dans un autre, passer du territoire des impies à celui des croyants, autrement dit des musulmans ». Si le terme hijra n'est pas dans le Coran, ce verbe est présent dans le Coran où il peut avoir un sens lié aux relations sexuelles. La notion de hijra, dans le Coran et dans la littérature classique, est liée à la notion de jihad. Il possède aussi une dimension symbolique en lien avec l'idée de « chemin de Dieu ».

### Muhajirun
Les musulmans qui quittèrent La Mecque pour Médine sont appelés les muhâjirûn ou « émigrés » ; les Médinois convertis qui aidèrent les émigrants à s'installer sont les ansâr ou auxiliaires. Ce terme existe à l'époque préislamique. Les textes grecs et syriaques utilisent des termes qui peuvent dériver de ce terme arabe et désignent des conquérants ou des colons.
Le Coran évoque à plusieurs reprises les muhâjirûn, ce qui souligne la dimension religieuse de l'action d'émigrer. « Ceux qui ont émigré » forment une catégorie à côté des croyants et de ceux qui ont combattu « dans le chemin de Dieu » et s'inscrit dans une hiérarchie des croyants. Ainsi, cet ouvrage voit dans l'acte d'émigrer « pour l'amour de Dieu » une action salvatrice. Ce groupe est particulièrement associé à ceux qui mènent la guerre. « L'émigration est ce qui permet à l'homme de se libérer de sa faiblesse qui n'est, en fin de compte, qu'une excuse pour ne pas prendre le chemin de Dieu ».
Le terme muhâjirûn est utilisé durant le Ier siècle de l'islam pour évoquer ceux qui ont émigré de La Mecque à Médine et ceux qui sont partis dans les villes de garnison après la conquête. Dans le Coran, cette émigration est associée à des mauvais traitements, à la pauvreté mais aussi, en particulier, à la guerre sainte, ce que confirment les nombreux usages anciens de ce terme. Pour Crone, en 1994, il s'agit du sens premier réinterprété par les générations futures, à la fin de l'époque omeyyade. Pour Lindstedt, le sens limité de « personne ayant migré de La Mecque à Médine » n'est devenu dominant qu'à l'époque abbasside.

## L'Hégire, comme exil de Mahomet à Yathrib

### Récit traditionnel
Dans un sens technique plus précis, ce terme désigne en particulier l'émigration de Mahomet et de ses compagnons de La Mecque à Médine. Cet épisode se serait passé en 622. Selon la tradition, Mahomet et ses compagnons font l'objet de violences et de pressions de la part des marchands de La Mecque car la nouvelle religion prêchée par Mahomet créait une opposition avec la tribu des Quraysh pour qui La Mecque possédait une forte dimension religieuse et économique. D'après une source du IIe siècle de l'islam, le rejet de Mahomet par les membres de la tribu et, en premier, par ceux de la ville de Tâ'if est lié au fait qu'il ait évoqué les idoles. C'est à ce moment que prend place l'épisode des versets dits sataniques, qui aurait permis à Mahomet, pour certains chercheurs, d'apaiser les tensions.
Le premier exil lié à ces tensions est celui de compagnons en Éthiopie où ceux-ci sont accueillis par le roi chrétien Négus. Protégé par son statut, Mahomet resta à La Mecque mais la mort d'Abu Talib puis celle de Khadidja lui fit perdre ses appuis. Dans un premier temps, il quitte La Mecque pour l'oasis de Taïf, à une centaine de kilomètres au sud. Entre 620 et 622, il rencontre des habitants de Yathrib qui l'invitent à s'y rendre. Le 23 juin 622, à Aqaba, près de La Mecque, les représentants de Yathrib signent avec Mahomet une alliance, le second serment d'allégeance d'al-Aqaba, et acceptent d'accueillir ses disciples mecquois. Les musulmans s'y rendent donc et sont rejoints par ceux partis en Éthiopie. À Médine, Mahomet devient un chef politique et religieux. Abu Bakr, Ali et Mahomet sont les derniers à partir.
Un débat ancien, présent dans les sources traditionnelles, existe pour savoir si cet exil avait pour but le salut de Mahomet, menacé à La Mecque ou celui des Médinois vivant dans une société chaotique. Les sources traditionnelles n'ont pas une approche consensuelle de cette question mais elles reconnaissent que les deux parties ont profité de cette émigration.

### Historicité
Rappelant le récit traditionnel, l'Encyclopédie de l'islam cite des sources traditionnelles comme Tabari ou Ibn Ishaq mais précise : « mais en aucun cas toutes les histoires qui sont attachées à l'Hégire ne sont à croire ». Al-Tabari fait remonter la majorité des récits autour de l'Hégire à Urwa. Pour Görke et Schoeler, les grandes lignes du récit de l'hégire peuvent être acceptées. À l'inverse, pour Shoemaker, « les événements des origines de l'islam sont devenus si mythologiques selon des intérêts sectaires et théologiques qu'il est souvent presque impossible d'identifier quoi que ce soit d'"authentique" à partir de ces récits ». Shoemaker remet ainsi en doute l'historicité de cette transmission et souligne les contradictions entre les récits.
Certaines références du Coran pourraient faire référence à l'Hijra de Mahomet. Pour Chabbi, ce terme, dans le Coran, ne s'applique pas à Mahomet lui-même mais à ceux qui l'ont rejoint après qu'il a été chassé par sa tribu à Médine. Crone défend, quant à elle, que le terme hijra ne désigne pas originellement une émigration vers une place précise, « mais le mouvement général des Arabes porteurs d’armes pour rejoindre l’expansion militaire ». Ainsi, pour l'auteur, le concept de hijra, tel qu'il est interprété traditionnellement, est une vision dogmatique tardive et ne peut s'être développé qu'après les mouvements de populations liés à la conquête, « en d'autres termes, seulement à une époque où Mahomet a pris une place centrale dans le dogme islamique, ce qui ne s'est peut-être pas produit avant les années 680 ». Les chercheurs s'interrogent sur l'interprétation comme émigration de La Mecque à Médine peut s'appuyer sur le Coran, puisque celui-ci ne cite pas ces villes dans ce contexte et décrit les "émigrés" avec des termes généraux ne semblant pas faire référence à un épisode historique.
Pour Tillier et Vanthieghem, « le départ de La Mecque est certainement un événement historique; mais même si nous ne suivons pas les arguments de Patricia Crone et Michael Cook, nous sommes d’accord sur le fait que la construction dogmatique d’un « exode » est très probablement tardive ». Ces auteurs remarquent que ce concept est peu mentionné comme un événement prestigieux dans les premiers temps de l'islam. Pour Crone, il existe plusieurs hijra et celle de Mahomet n'est devenu l'Hégire (avec majuscule) et un événement fondateur pour la communauté musulmane naissante que plus tardivement, probablement à l'époque marwanide.

### Importance historique
« L'historiographie musulmane classique est aussi unanime pour comprendre l'émigration à Médine comme un événement de grande importance pour le développement de l'islam ». Lors de cet événement, Mahomet change de statut et passe de celui de réformateur à celui de chef de communauté.
L'Hégire est utilisée pour être le point de départ du calendrier musulman. La fixation du début de l'ère de l'Hégire au premier jour du mois de Mouharram de l'année de l'Hégire date du califat d'Umar. Selon al-Birini, le choix de la date de l'Hégire pourrait correspondre au fait que ni celle de la naissance de Mahomet, ni celle du début de la Révélation ne font consensus. Il n'est pas non plus impossible que cela ne reprenne pas une coutume connue ailleurs, celle de dater en fonction d'un règne. Cette seconde option paraît plus plausible à Ch. Robin. Cela impliquerait que la volonté de marquer une nouvelle ère date d'Umar. « L'un des écueils réside dans le fait que si ces documents indiquent irréfutablement l'utilisation d'un nouveau calendrier, ils ne précisent nullement qu'il s'agisse du calendrier hégirien dans son acception définitive, même si le raccourci est tentant ». Ainsi, pour Tillier et Vanthieghem l'interprétation du calendrier musulman comme hégirien est problématique au VIIe siècle.

## Évolution du terme
Après la mort de Mahomet, un débat a existé pour savoir dans les sources classiques si l'émigration religieuse était encore en vigueur après la conquête de La Mecque. Ce débat repose sur des hadiths contradictoires. « Madelung a récemment montré que l'ensemble des traditions qui comprennent l'hijra comme n'étant pas terminée avec la conquête de la Mecque provient principalement de Syrie avec le soutien des Omeyyades ». Ce terme a donc acquis un sens nouveau après la mort de Mahomet, exprimant le devoir pour les musulmans d'émigrer vers une place plus sûre si leur pratique ou leur foi sont risquées dans la région où ils vivent. Ce sens est utilisé jusqu'à l'époque moderne, comme dans le mouvement d'Ousman dan Fodio. "Dans ses écrits, dan Fodio a promu l'idée que les musulmans devraient quitter les pays non croyants ou seulement nominalement musulmans et émigrer vers des endroits où ils peuvent établir des sociétés véritablement islamiques". Depuis les années 1990, dans le courant salafiste, l’exil des pays qui pour eux « contredis[ent] leurs aspirations puritaines » est réactualisé et légitimé par des « soubassements doctrinaux indéniables ». Cette hijra peut être perçue comme une « migration salutaire » permettant de rompre avec une société non-musulmane. Elle sera aussi mise en avant par Muhammad Ibn ‘Abd al Wahhâb, fondateur du wahhabisme.
Dans le mouvement d'Ousman dan Fodio comme dans d'autres groupes africains, cette hijra est aussi liée au jihad, car depuis ces espaces musulmans, une guerre devait être menée aux non-croyants. Dans les années 2010, l'État islamique fait de l'hijra un "principe primordial", un acte « obligatoire » : les croyants doivent quitter leur pays pour rejoindre physiquement la lutte djihadiste menée par cette organisation sur les territoires qu'elle contrôle. Pour Rebecca Gould, la hijra, qui était à l'origine pacifique et visait à préserver le musulman de la persécution, est détournée en un « pilier inhérent au jihad ». Il se développe une propagande qui lui est dédiée,. À propos de la hijra, Louis Blin parle d'un « voyage initiatique sans but de retour » : on peut la considérer comme une variante de la radicalisation sur place, à laquelle elle fait en quelque sorte pendant. À la suite de l'appel d'Al-Qahtani (État islamique en Libye) en 2015 à effectuer une hijra, entre trois mille et six mille combattants l'ont rejoint.
À l'inverse, depuis la fin du XXe siècle, certains discours encouragent l'émigration vers des pays non-musulmans afin d'y propager l'islam. Ainsi, un groupe salafiste britannique, Al-Muhajiroun,apparu dans les années 1990, considère que les « musulmans britanniques sont tenus par la loi divine de promouvoir un État islamique en Grande-Bretagne » et certains membres de ce mouvement ont commis des attentats terroristes. Pour Lindstedt, « Il est peut-être surprenant qu'un tel groupe ait adopté le mot muhajirun […], puisque la conception conventionnelle de la hijra impliquait de laisser des terres non-musulmane ou seulement nominalement musulmanes pour former de nouvelles communautés authentiquement islamiques ».